# Nitzschia
Nitzschia é um géneros de diatomáceas penadas comum em ambientes marinhos com distribuição cosmopolita. 

## Descrição
Na literatura científica, o género, cujo epónimo é Christian Ludwig Nitzsch, aparece por vezes vezes é denominado Nitzchia. O género tem múltiplas espécies descritas, todas com uma morfologia semelhante, pelo que o número de espécies válidas é desconhecido.
As espécies do género Nitzschia é encontrado principalmente em águas frias, particularmente do Oceano Árctico e dos mares em torno da Antárctida, em geral nas proximidades dos gelo marinho anual, onde são frequentemente o grupo de diatomáceas dominante.
"Nitzschia" inclui várias espécies de diatomáceas conhecidas por produzir a neurotoxina designada por ácido domóico, uma toxina responsável pela doença humana chamada envenenamento amnésico por frutos do mar. A espécie Nitzschia frigida é conhecida por crescer exponencialmente mesmo a temperaturas entre -4 e -6 °C.
Algumas espécies de Nitzchia são também extremófilos devido à sua tolerância à elevada salinidade. Por exemplo, algumas espécies halofílicas de Nitzchia ocorrem nos lagos salgados sazonais do Salar de Macadicadi, no Botsuana.

## Taxonomia e sistemática
O género inclui as seguintes espécies:
| - N. acicularis - N. amphibia - N. angustata - N. brevissima - N. clausii - N. denticula - N. disputata - N. dissipata - N. filiformis - N. fonticula - N. frigida - N. gracilis | - N. frigida - N. heuflerania - N. frigida - N. lacuum - N. palea - N. perminuta - N. pusilla - N. recta - N. sigma - N. sigmoidea - N. sinuata - N. tubicola |